# Paysage protégé

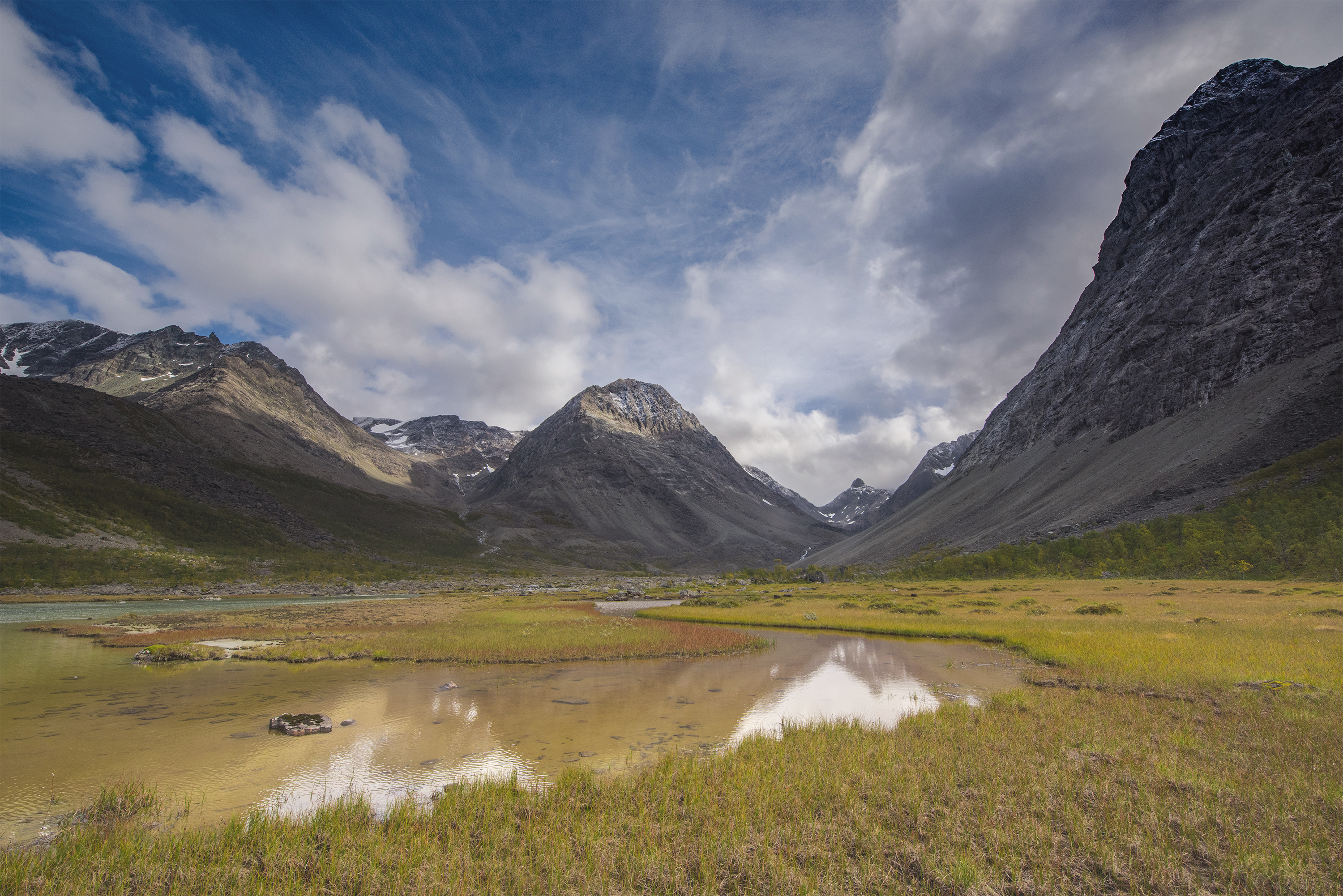
Paysage protégé de Lyngen, en Norvège

Un paysage protégé (terrestre ou marin) est un type d'aire protégée défini par l'UICN (catégorie V), désignant les espaces ayant un plan de conservation clair mais permettant une large gamme d'activités commerciales.
L'objectif principal est de protéger des zones qui ont acquis un caractère écologique, biologie, culturel ou paysager. Contrairement aux catégories I à IV, celle-ci autorise une interaction plus forte avec les communautés humaines, contribuant davantage à un développement durable de la zone en lien avec son patrimoine naturel et culturel.
Les paysages terrestre et marins de cette catégorie doit présenter un équilibre entre nature et population humaine, et supportent une activité comme l'agriculture traditionnelle ou la foresterie permettant la protection ou la restauration de la zone.

## Les paysages protégés dans le monde

### France
On retrouve dans cette catégorie l'ensemble des parcs naturels régionaux, les parcs naturels marins et les zones d'adhésion des parcs nationaux.

### Belgique
Une seule aire protégée est classée dans cette catégorie: la zone Ramsar de la Vallée de la Haute-Sûre.